# 督撫使
督撫使（越南语：／）是法屬交趾支那官名。1870年代，交趾支那當局廢除阮朝遺留下來的府縣體制，劃分全境為20個參辦（1900年後改稱為省），由法國人擔任擔任省長，在各省省蒞和省內主要城鎮設立督撫使，由越南人擔任，直接向省長負責。年滿45歲、任滿3年的一項知府才有資格升任督撫使。